# Video Killed the Radio Star
«Video Killed the Radio Star» es una canción original de 1978 de Bruce Woolley para el álbum Bruce Woolley And The Camera Club, la cual fue un éxito en Canadá, y un año después popularizada por el grupo británico The Buggles. El video de la canción fue el primero en ser emitido por MTV, el 1 de agosto de 1981.

## Descripción
Woolley se incorpora al grupo británico The Buggles, ese mismo año, y deciden grabar una nueva versión de la misma, publicándola como sencillo el 7 de septiembre de 1979. La versión de The Buggles terminaría convirtiéndose en un éxito mundial.
Su vídeo musical, dirigido por Russell Mulcahy, es famoso por ser el primer vídeo emitido por la cadena estadounidense MTV el 1 de agosto de 1981. También fue el primer video emitido en el lanzamiento de MTV Classic Reino Unido el 1 de marzo de 2010 en reemplazo de VH1 Classic. El motivo para la elección parece bastante claro. Tanto la letra de la canción como las imágenes del vídeo, con radios explotando, hacen referencia a una vieja estrella de la radio que ve cómo sus días de gloria acaban debido a la proliferación del vídeo. El vídeo también es conocido por mostrar al reconocido compositor de bandas sonoras Hans Zimmer, con tan solo 22 años en el minuto 2:53.
«Video Killed the Radio Star» fue escrita por Trevor Horn, Geoff Downes y Bruce Woolley. La canción alcanzó el número 1 en el Reino Unido y en otros países, y fue incluida en el primer álbum de estudio, The Age of Plastic.
Debido a que la palabra "video " aún no era popular en Argentina durante 1979, la canción se publicó en ese país con el nombre "La T.V. mató al ídolo de la radio".

## Versión de Erasure
Erasure publicó dos versiones de «Video Killed the Radio Star». Andy Bell se negaba a cantar esta canción por lo que se pidió a Mick Martin, uno de los hermanos de Vince Clarke, que le pusiera una voz computarizada. En la versión del álbum Other People's Songs solo se escucha esa voz. Pero para la edición 37B mix, realizada para el sencillo «Solsbury Hill», Andy Bell cantó en el estribillo, cuando repite la frase Video Killed the Radio Star.

## Otras versiones
La canción ha sido adaptada en numerosas ocasiones:
- En 1979, el cantante francés Ringo la versionó en su idioma con el título «Qui est ce grand corbeau noir».[4] También la cantó en castellano con el título «Marylin no se quiere casar».
- Fue versionada en castellano por el grupo español Parchís en 1980, en su disco Comando G.[5]
- La compañía Sanyo utilizó en 1984 una versión de la canción para una campaña publicitaria.
- En 1987 el grupo español Aerolíneas Federales la versionó con el título «Mi vídeo no tiene mando a distancia», incluida en su álbum de estudio Hop hop, editado por DRO.
- El grupo The Presidents of the United States of America hizo una versión para la banda sonora de la película estadounidense El chico ideal, de 1998.
- La banda japonesa Lolita No.18 en 1999.
- Radiohead.
- The Pillows.
- Amber Pacific en el disco Punk Goes 80's de 2005.
- También fue usada para la banda sonora del controvertido videojuego GTA: Vice City, dentro de la selección radio Flash FM.
- El grupo británico The Feeling ha grabado este tema para el sencillo «Rosé»,[6] y lo ha interpretado en directo junto con la cantante británica Sophie Ellis-Bextor.
- El grupo británico Asia, al cual pertenece Geoff Downes, incluye esta canción en su gira 2006-2007.
- El grupo surcoreano de rapcore Novasonic usó una muestra de la canción en su tema Slam, para la serie de videojuegos de simulación de baile Pump it Up.
- La solista japonesa Haruko Momoi incluyó una versión del tema en su álbum Cover Best Cover Densha de 2007.
- Engendro incluye la versión «Tráeme un cojín (del cuarto de estar)» en sus discos Gran Ilusión (2006) y La imaginación al Joder (2008).
- El DJ alemán Felix Kröcher uso una muestra de la canción durante una sesión en Nature One.
- El cantante portugués David Fonseca la incluyó en su repertorio de la presentación en vivo, del DVD grabado en el Coliseu dos Recreios de Lisboa, en 2008.
- Robbie Williams la interpretó en un concierto suyo en 2009 en el Roundhouse de Londres.
- Nicki Minaj y Will.I.Am utilizaron el sample de Video Killed the Radio Star y el coro de Oh-A-Oh para el exitoso «Check It Out».[7]
- La cantante coreana IU cantó una versión en formato de balada, en el capítulo 8 del dorama Dream High.
- El actor británico Claudio Encarnación Montero la interpretó en un concierto de Justin Bieber en 2013, en el Roundhouse de Londres.
- El dúo Pomplamoose la versiona para su álbum Pomplamoose: Season 2 de 2014, con un Vídeo musical en YouTube.